# Die chaotische Klasse
Die chaotische Klasse (Originaltitel: Hababam Sınıfı) ist eine türkische Filmkomödie von Ertem Eğilmez aus dem Jahr 1974, der erste Film der Hababam Sınıfı-Reihe. Der Film basiert auf dem gleichnamigen Roman-Bestseller von Rıfat Ilgaz. Der Film handelt von einer Oberstufenklasse einer Privatschule, deren Schüler sowohl reich als auch unfähig sind.
Die chaotische Klasse ist ein Klassiker des türkischen Kinofilms und genießt bis heute große Popularität in der Türkei. Der Film wird bis heute regelmäßig im Fernsehen gezeigt. Der Schauspieler Kemal Sunal hatte in diesem Film seine erste große Filmrolle und erreichte damit seinen Durchbruch als Schauspieler. In den ersten 3 Folgen spielt er als „İnek Şaban“ (wörtlich: Şaban, die Kuh) die Hauptrolle. Er wird dabei oftmals Opfer von Streichen seiner Mitschüler. So erhält er vermeintliche Liebesbriefe einer Lehrerin und macht sich Hoffnungen.
Im Jahr 2021, also über 40 Jahre nach den ersten Filmaufnahmen, wurden die drei ehemaligen Schauspieler Hababam Sinifi Ahmet Arıman, Teoman Ayık und Tuncay Akça (1963–2024) von den Erben der Rechteverwalter, Familie Ilgaz, verklagt. Sie sollen seit 2018 für kleinere Gesangsauftritte unrechtmäßig die „Marke“ „Hababam Vokal Grubu“ verwendet und damit gegen Urheberrechte verletzt haben. Am Ende einer Folge, worin die Schüler zum Schulabschluss eine Feier ausrichten, tritt eine Schülergruppe unter dem Namen Hababam Vokal Grubu auf.

## Handlung
Eine Gruppe von jungen Männern wohlhabender Eltern lebt in einem renommierten Internat. Statt für die Schule zu lernen, ärgern die Schüler ihre Lehrer und einige andere Schüler mit Streichen und versetzen den neuen stellvertretenden Schulleiter, „Kel Mahmut“, immer wieder in Wut. Dieser gibt ihnen zwar Strafen, verzichtet jedoch auf die seinerzeit üblichen körperlichen Schläge.
Der Direktor der Schule sieht sich als Geschäftsmann und ist auf die Zahlungen der Schulgebühren durch die Eltern der Schüler angewiesen, weswegen er auf Entlassungen verzichtet.
In den ersten Filmreihen wird das Schulgelände von einem Mann überwacht, damit die Schüler es nicht verlassen. Trotzdem gelingt es ihnen immer wieder auszureißen, um z. B. ein Fußballspiel im Stadion anzuschauen.

## Fortsetzungen
Nach dem Erfolg des ersten Filmes entstanden weitere Fortsetzungen.
1. Hababam Sınıfı Sınıfta Kaldı (1975)
2. Hababam Sınıfı Uyanıyor (1976)
3. Hababam Sınıfı Tatilde (1977)
4. Hababam Sınıfı Dokuz Doğuruyor (1978)
5. Hababam Sınıfı Güle Güle (1981)
6. Hababam Sınıfı Merhaba (2003)
7. Die chaotische Armee (Hababam Sınıfı Askerde) (2004)
8. Die chaotische Klasse 3,5 (Hababam Sınıfı Üç Buçuk) (2005)

Die ersten sechs Filme wurden von 1974 bis 1981 unter der Regie von Ertem Eğilmez verfilmt und werden heute noch häufig im türkischen Fernsehen gezeigt. Im Jahr 2003, also nach einer langen Pause, wurde die Reihe in neuer Besetzung fortgesetzt. Diese waren aber bei weitem nicht so erfolgreich wie die Filme mit der ersten Besetzung.